# Sandby (geologi)
| Ordovicium 485 miljoner – 444 miljoner år före nutid | Ordovicium 485 miljoner – 444 miljoner år före nutid | Ordovicium 485 miljoner – 444 miljoner år före nutid | Ordovicium 485 miljoner – 444 miljoner år före nutid |
| Period (System)                                      | Epok (Serie)                                         | Ålder (Etage)                                        | Miljoner år sedan                                    |
| ---------------------------------------------------- | ---------------------------------------------------- | ---------------------------------------------------- | ---------------------------------------------------- |
| Silur                                                | Llandovery                                           | Rhuddan                                              | senare                                               |
| Ordovicium                                           | Yngre ordovicium                                     | Hirnant                                              | 445–444                                              |
| Ordovicium                                           | Yngre ordovicium                                     | Katy                                                 | 453–445                                              |
| Ordovicium                                           | Yngre ordovicium                                     | Sandby                                               | 458–453                                              |
| Ordovicium                                           | Mellersta ordovicium                                 | Darriwil                                             | 467–458                                              |
| Ordovicium                                           | Mellersta ordovicium                                 | Daping                                               | 470–467                                              |
| Ordovicium                                           | Äldre ordovicium                                     | Flo                                                  | 478–470                                              |
| Ordovicium                                           | Äldre ordovicium                                     | Tremadoc                                             | 485–478                                              |
| Kambrium                                             | Furong                                               | Etage 10                                             | tidigare                                             |

Sandby är en geologisk tidsålder som varade ungefär mellan 458 och 453 miljoner år sedan, under ordovicium. I lagerföljdernas kronostratigrafi är sandby det nedersta etaget av övre ordovicium och inom geokronologi är det den första åldern inom yngre ordovicium.

## Namn
Tidsåldern är uppkallad efter Södra Sandby i Skåne. Namnet föreslogs av Stig M. Bergström m.fl. 2006. På engelska heter den Sandbian. År 2015 utgav den Internationella stratigrafiska kommissionen en version av sin stratigrafiska tabell på norska, och där fick tidsperioden namnet Sandby.

## Global referenspunkt i Sverige
Början på sandby-tiden definieras med hjälp av en global referenspunkt (GSSP) som ligger i Fågelsångsdalens naturreservat i Södra Sandby. Det finns bara två geologiska tidsåldrar som på detta sätt definieras i Sverige (den andra är flo-tiden). 

## Nedslag
Locknekratern i Jämtland bildades under sandby-tiden genom nedslag av en liten asteroid i ett grunt hav.